# Хидэцугу Яги
Хидэцугу Яги (яп. 八木 秀次; 1886—1976) — японский инженер-электрик, один из разработчиков антенны Яги-Уда.

## Биография
Окончил факультет электронной техники Токийского Императорского университета (1909). Учился в Германии (с 1913), где вместе с Генрихом Баркгаузеном участвовал в разработке дуговых генераторов непрерывных электромагнитных колебаний. Работал в Великобритании и США с Д. А. Флемингом. Получил степень доктора технических наук (1921) в Токийском Императорском Университете. 
Работая в Университете Тохоку, написал несколько статей, в которых представил англоязычной аудитории новую антенну направленного действия, разработанную его коллегой Синтаро Уда. Антенна Яги-Уда, запатентованная в 1926 году, приобрела мировую известность благодаря своей эффективности при относительной простоте конструкции и знакома многим как приёмная телевизионная антенна.
Участвовал в создании Технологического института Тиба.
В Германии продолжил исследования по генерации электромагнитных волн для беспроводной связи. Вернувшись в Японию (1930) был привлечён в качестве подрядчика к работе исследовательской лаборатории Number Nine, которой руководил Ивакуро Хидео.
В 1942 году был назначен директором факультета промышленных наук Токийского университета, в 1944 году стал генеральным директором Технологического института Тиба. Был четвёртым президентом Университета Осаки, с февраля 1946 по декабрь 1946 года.
Был награждён: почётной медалью с премией «Голубая лента» (1951), орденом культуры (1956) и посмертно орденом Восходящего Солнца 1-й степени (1976).

### Разработки в области беспроводной связи
Тема беспроводной связи, которой Яги занимался во время обучения за границей, стала темой исследований, которой он посвятил всю свою жизнь. В 1919 году Яги стал профессором на факультете инженерных наук только что созданного Императорского университета Тохоку и в том же году получил звание доктора технических наук. Он смог предвидеть, что короткие и ультракороткие волны станут основным элементом радиосвязи, и направил свои исследования в этом направлении. Это привело к публикации его работ под названием «Генерация колебаний в коротковолновом диапазоне», «Измерение конкретных длин волн в коротковолновом диапазоне» и других работ. Действие антенны Яги-Уда основано на принципах, изложенных Яги в опубликованных статьях. Яги получил патентные права (1926) на свое изобретение (патент № 69115).
Антенна Яги-Уда проста по конструкции, но при этом обладает высокой эффективностью. Такие качества привели к тому, что эта конструкция до сих пор используется в разных типах антенн, применяемых в диапазонах коротких и ультракоротких волн.
18 апреля 1985 года Патентное ведомство Японии избрало Яги одним из десяти великих изобретателей Японии.